# Erdbeer-Fingerkraut
Das Erdbeer-Fingerkraut (Potentilla sterilis (L.) Garcke; Syn.: Potentilla fragariastrum Pers.) ist eine Pflanzenart aus der Gattung der Fingerkräuter (Potentilla) innerhalb der Familie der Rosengewächse (Rosaceae). Sie ist in Europa weitverbreitet.

## Beschreibung

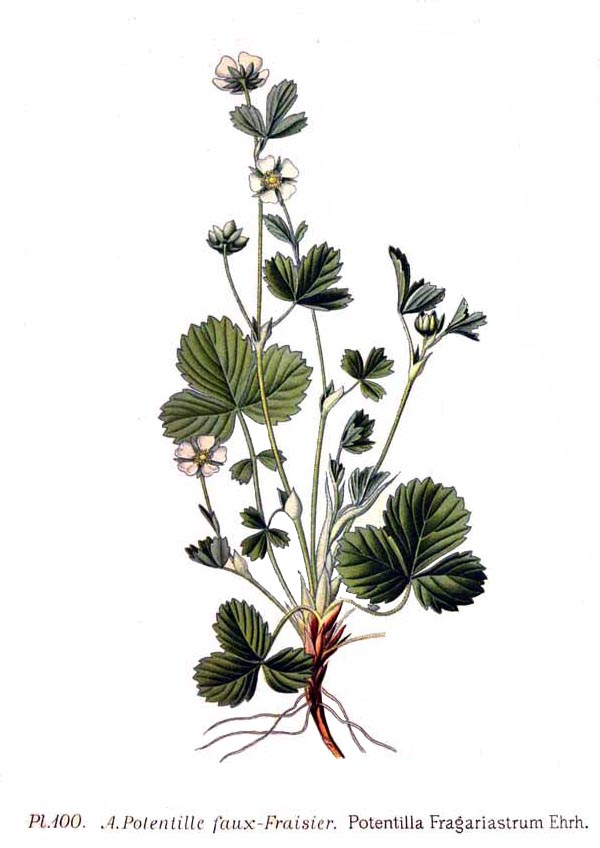
Illustration

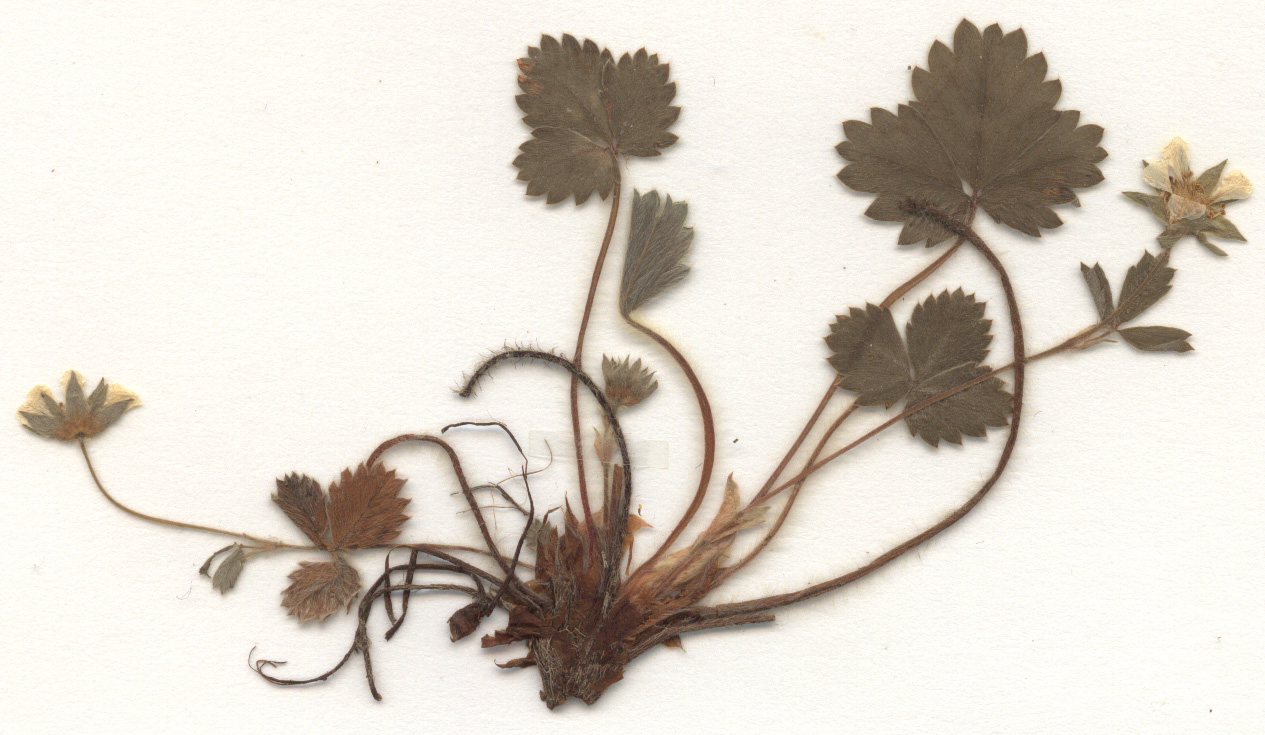
Erdbeer-Fingerkraut (Potentilla sterilis), Herbarexemplar

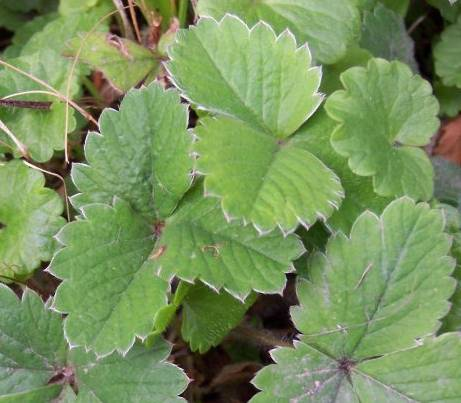
Gefingerte Laubblätter

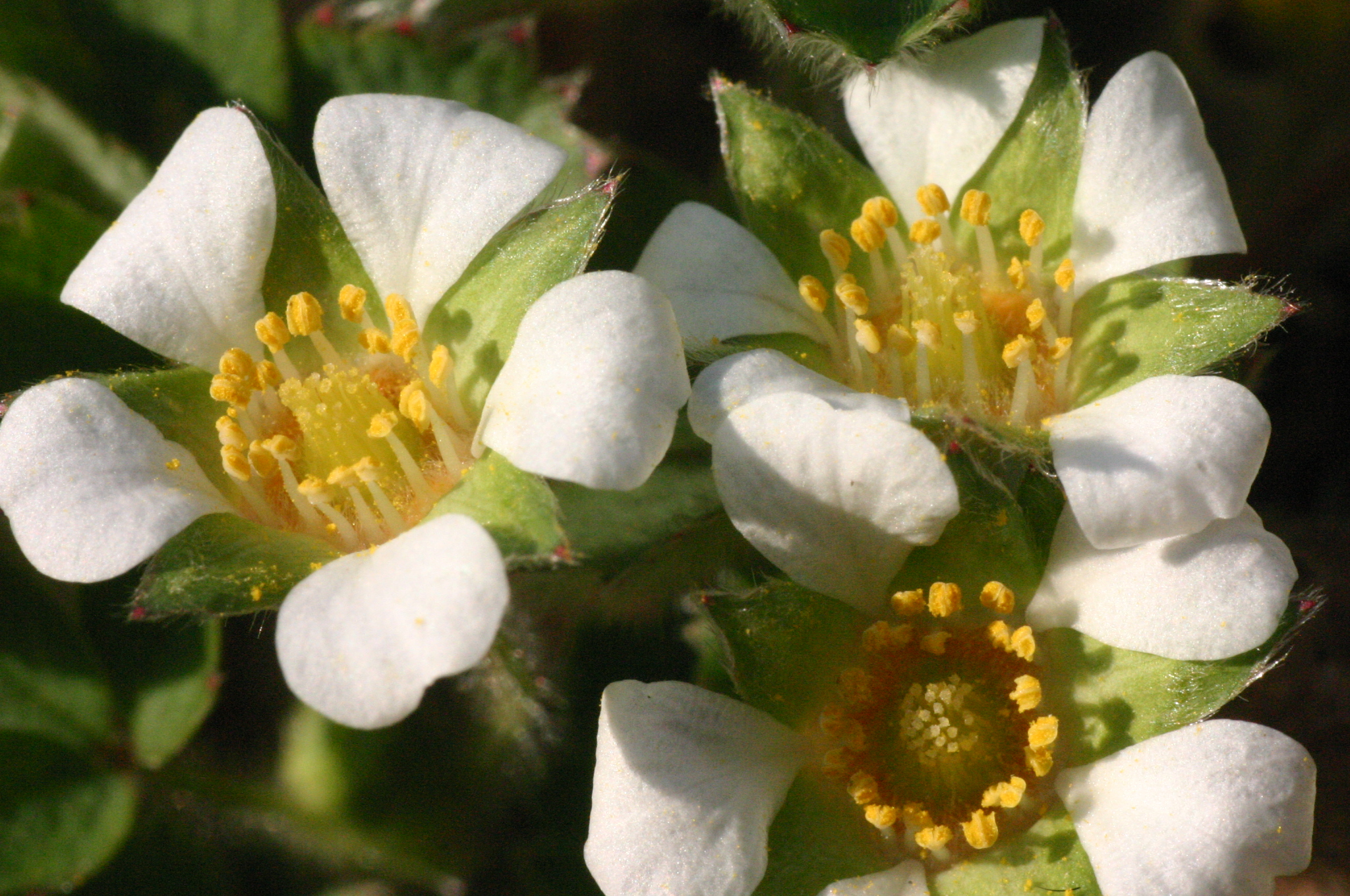
Fünfzählige, radiärsymmetrische Blüten

### Erscheinungsbild und Blatt
Das Erdbeer-Fingerkraut wächst als überwinternd grüne, ausdauernde krautige Pflanze. Das Rhizom ist von den braunen Resten der alten Blattstiele bedeckt. Es treibt mit einer Länge von 5 bis 10 Zentimetern relativ kurze, fast fleischige, oberirdische Ausläufer. Der Stängel ist niederliegend bis aufsteigend, 5 bis 15 Zentimeter lang, abstehend behaart wie die Blattstiele und besitzt mindestens ein Stängelblatt. Die grundständigen Laubblätter sind etwa 5 bis 10 Zentimeter lang gestielt und besitzen eine dreiteilige gefingerte, grau-grüne Spreite. Das mittlere Blättchen ist fast sitzend oder kurz gestielt, breit verkehrt-eiförmig, 1 bis 4 Zentimeter lang und beiderseits mit vier bis acht Zähnen versehen, der Mittelzahn ist viel kleiner. Die seitlichen Blättchen sind stark asymmetrisch.

### Blüte und Frucht
Die sehr frühe Blütezeit reicht von (Februar bis) März bis Mai. Je Stängel sind nur ein bis drei langgestielte Blüten vorhanden. Die zwittrigen Blüten sind radiärsymmetrisch und fünfzählig. Die Kronblätter sind kaum länger als die spitzen Kelchblätter, die sich nach der Anthese über dem Fruchtköpfchen zusammen neigen. Die fünf freien, weißen Kronblätter sind bei einer Länge von 5 bis 6 Millimetern verkehrt-herzförmig und berühren sich nicht. Die Früchte besitzen ein Elaiosom.
Die Art hat die Chromosomenzahl 2n = 28.

## Ökologie
Beim Erdbeer-Fingerkraut handelt es sich um einen mesomorphen Hemikryptophyten. Die vegetative Vermehrung erfolgt durch Ausläufer.
Das Erdbeer-Fingerkraut ist keineswegs steril, vielmehr fehlen im Gegensatz zur Erdbeere nur der fleischig werdende  Blüten- und Fruchtboden. Die Blüten sind vorweiblich. Die Bestäubung erfolgt durch Insekten. Nach der Anthese erschlafft der Stängel.
Die Diasporen unterliegen der Ameisenausbreitung beispielsweise durch die Rote Waldameise (Formica rufa). Daneben sind die Früchte aber auch Selbstaussäer. Die Fruchtreife erfolgt von Juni bis Oktober.

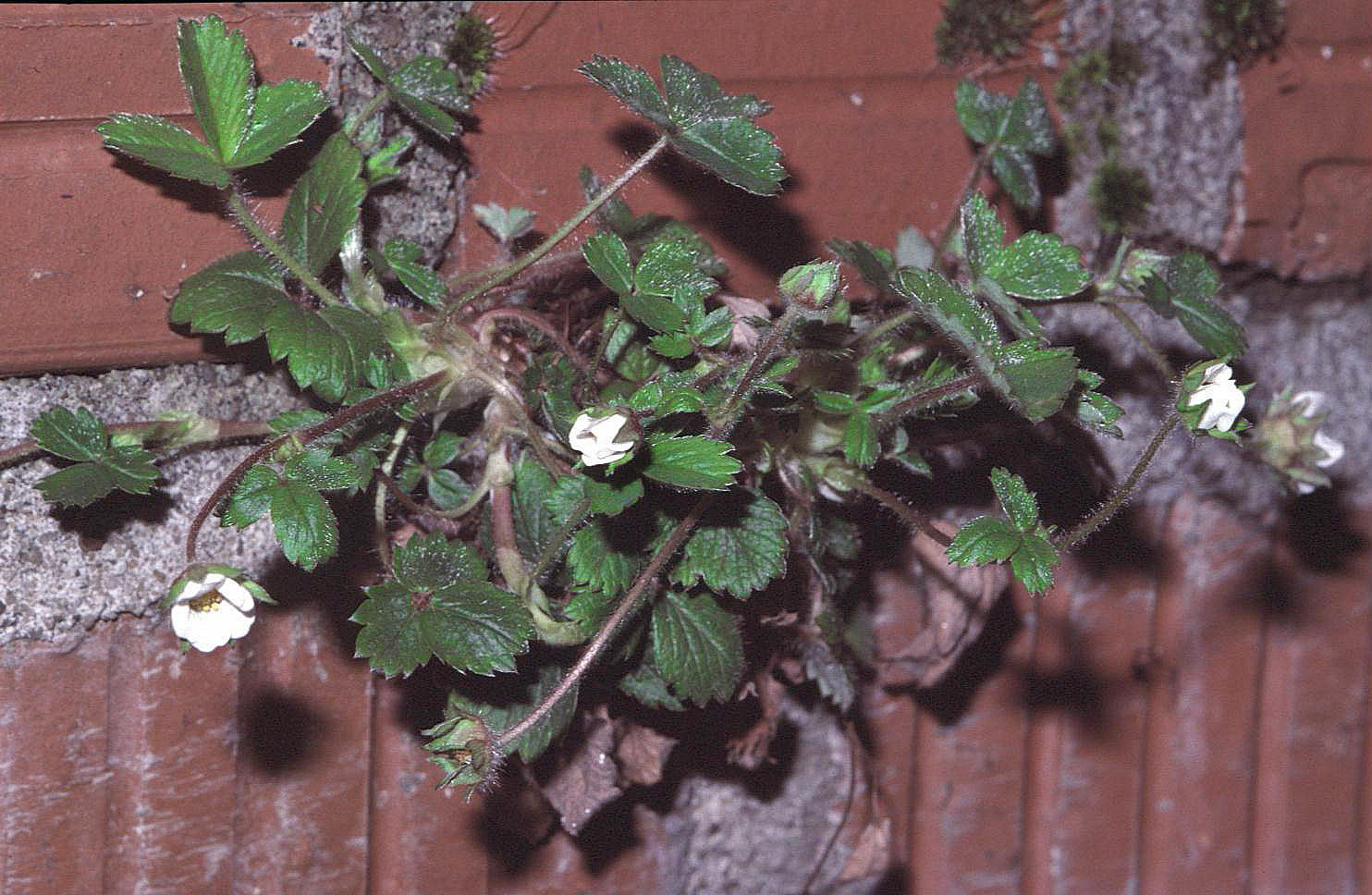
Potentilla sterilis (aus einer Mauerfuge wachsend)

## Vorkommen
Potentilla sterilis ist ein subatlantisches Florenelement. Potentilla sterilis ist im gemäßigten West- und Mitteleuropa weitverbreitet. Sie kommt vom nördlichen Spanien in den Pyrenäen im Westen bis Ostdeutschland, mit sehr zerstreuten Einzelvorkommen in Polen und Belarus, im Norden in Skandinavien vor mit Ausnahme des südlichsten Schwedens, im Süden von südlich der Alpen durch Norditalien, das nördliche ehemalige Jugoslawien nach Ungarn, mit einzelnen Vorkommen bis Mazedonien.
Das Erdbeer-Fingerkraut ist in der Mitte und im Südwesten Deutschlands verbreitet und meist häufig, im Norden, Osten und Süden ist es nur zerstreut bis selten vorkommend; zum großen Teil fehlt es dort auch völlig.
Potentilla sterilis gedeiht am besten auf mäßig trockenen bis frischen, oft etwas entkalkten, sandigen bis lehmigen Böden. Potentilla sterilis findet sich vor allem in Eichenmischwäldern, Kiefern- und Fichten-Forsten, Gebüschen, in Schlagfluren und Saumgesellschaften an Waldrändern und in mageren Wiesen. Das Erdbeer-Fingerkraut ist eine Halbschatten ertragende, etwas wärmeliebende Pflanze. Es ist eine Carpinion-Verbandscharakterart, kommt aber in höheren Lagen in Gesellschaften der Verbände Pruno-Rubion, Trifolion medii oder der Ordnung Arrhenatheretalia vor.
Die Art steigt in den Allgäuer Alpen auf der Zweifelsgehren-Alpe am Grünten bis zu einer Höhe von 1500 m auf.